# Paisjusz (Ankow)

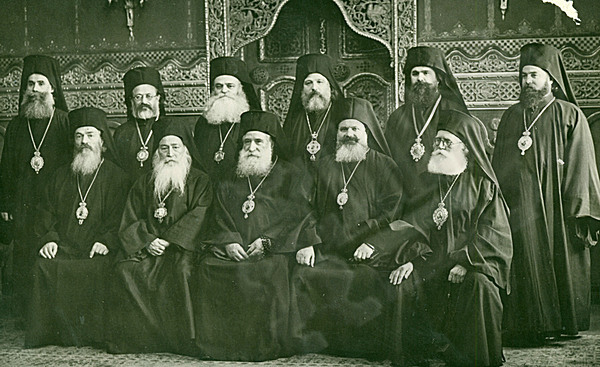
Biskup Paisjusz wśród hierarchów Bułgarskiego Kościoła Prawosławnego, 1937 r. (stoi trzeci z prawej)

Paisjusz, imię świeckie Aleksandyr Rajkow Ankow (ur. 6 sierpnia 1888 w Swoge, zm. 16 maja 1974 we Wracy) – bułgarski biskup prawosławny, przewodniczący Świętego Synodu Bułgarskiego Kościoła Prawosławnego w latach 1949–1951.

## Życiorys
Wykształcenie teologiczne uzyskał w seminarium Patriarchatu Konstantynopolitańskiego na wyspie Chalki, a następnie na wydziale teologicznym Uniwersytetu w Czerniowcach, gdzie obronił pracę doktorską. W latach 1915–1921 studiował filozofię i nauki prawne w Monachium i Lipsku. Po wyświęceniu na diakona służył razem z egzarchą bułgarskim Józefem, był także bibliotekarzem, prawnikiem i przewodniczącym wydziału kulturalno-oświatowego przy Świętym Synodzie. Następnie powierzono mu obowiązki protosynkellosa metropolii sofijskiej.
W 1923 został wyświęcony na biskupa znepolskiego, wikariusza metropolii sofijskiej. Brał udział w redagowaniu nowego statutu wewnętrznego Egzarchatu Bułgarskiego, przyjętego następnie w 1923 na soborze lokalnym w Sofii.
Katedrę wraczańską objął w 1930. W metropolii wraczańskiej działał na rzecz budowy nowych cerkwi i remontów już istniejących, zainicjował kursy teologiczne dla kapłanów, jak również rozpoczął wydawanie miesięcznika „Духовно възраждане” (Duchowe odrodzenie). Zbudował także nową rezydencję biskupów wraczańskich. Wspierał działalność charytatywną. Z jego inicjatywy eparchia wraczańska zaangażowała się w prowadzenie stołówek, przytułków dla sierot i starców, organizując kolonie letnie w klasztorach metropolii wraczańskiej. Regularnie przeprowadzał zbiórki na rzecz ubogich mieszkańców Wracy.
Wieloletni członek ścisłego kierownictwa Świętego Synodu Egzarchatu Bułgarskiego. Odegrał decydującą rolę w odsunięciu metropolity sofijskiego Stefana od urzędu egzarchy Bułgarii w 1948; do pozbawienia metropolity urzędu dążyły władze komunistycznej Bułgarii, natomiast inni członkowie Synodu, zazdroszcząc hierarsze popularności, sami oskarżyli go o współpracę ze Stanami Zjednoczonymi i Wielką Brytanią. Po zmuszeniu Stefana do odejścia w stan spoczynku metropolita Paisjusz był faktycznym przywódcą Świętego Synodu, jednak urząd przewodniczącego Synodu objął metropolita dorostolsko-czerweński Michał. W styczniu 1949 zrezygnował on jednak z tej funkcji, wówczas objął ją metropolita Paisjusz, który pozostawał przewodniczącym Synodu przez dwa lata. Bronił prawa Cerkwi prawosławnej do prowadzenia działalności społecznej, twierdząc, że samo państwo nie jest w stanie rozwiązywać problemów społecznych.
W 1971 był jednym z trzech kandydatów do objęcia urzędu patriarchy Bułgarii, obok metropolity łoweckiego Maksyma oraz metropolity dorostolskiego Sofroniusza. W wyborach największą liczbę głosów (98) uzyskał popierany przez władze państwowe metropolita Maksym, na metropolitę Paisjusza głosowało dwóch delegatów.
Na urzędzie metropolity wraczańskiego pozostawał do śmierci w 1974.